# Barrett M82
Barrett M82, в документации Вооружённых сил США M107 — американская самозарядная крупнокалиберная снайперская винтовка, выпускаемая компанией Barrett Firearms Manufacturing и состоящая на вооружении ряда стран мира. Автоматика основана на поворотном затворе.  Относится к классу «антиматериальных» (то есть, для уничтожения боеприпасов и транспортных средств). Известна под неформальным названием «Лёгкая пятидесятка» (англ. Light Fifty), поскольку использует патроны 12,7 × 99 мм НАТО, официально именующиеся в документации Вооружённых сил США как .50 BMG, и значительно легче предыдущих модификаций. Известны две модификации: оригинальная M82A1 (A3) и по схеме булл-пап M82A2. Вариант булл-пап не производится, хотя его преемником считается винтовка XM500. Оружие рекомендуется к использованию вооружённым силам и полицейским спецподразделениям.

## Краткая история разработки

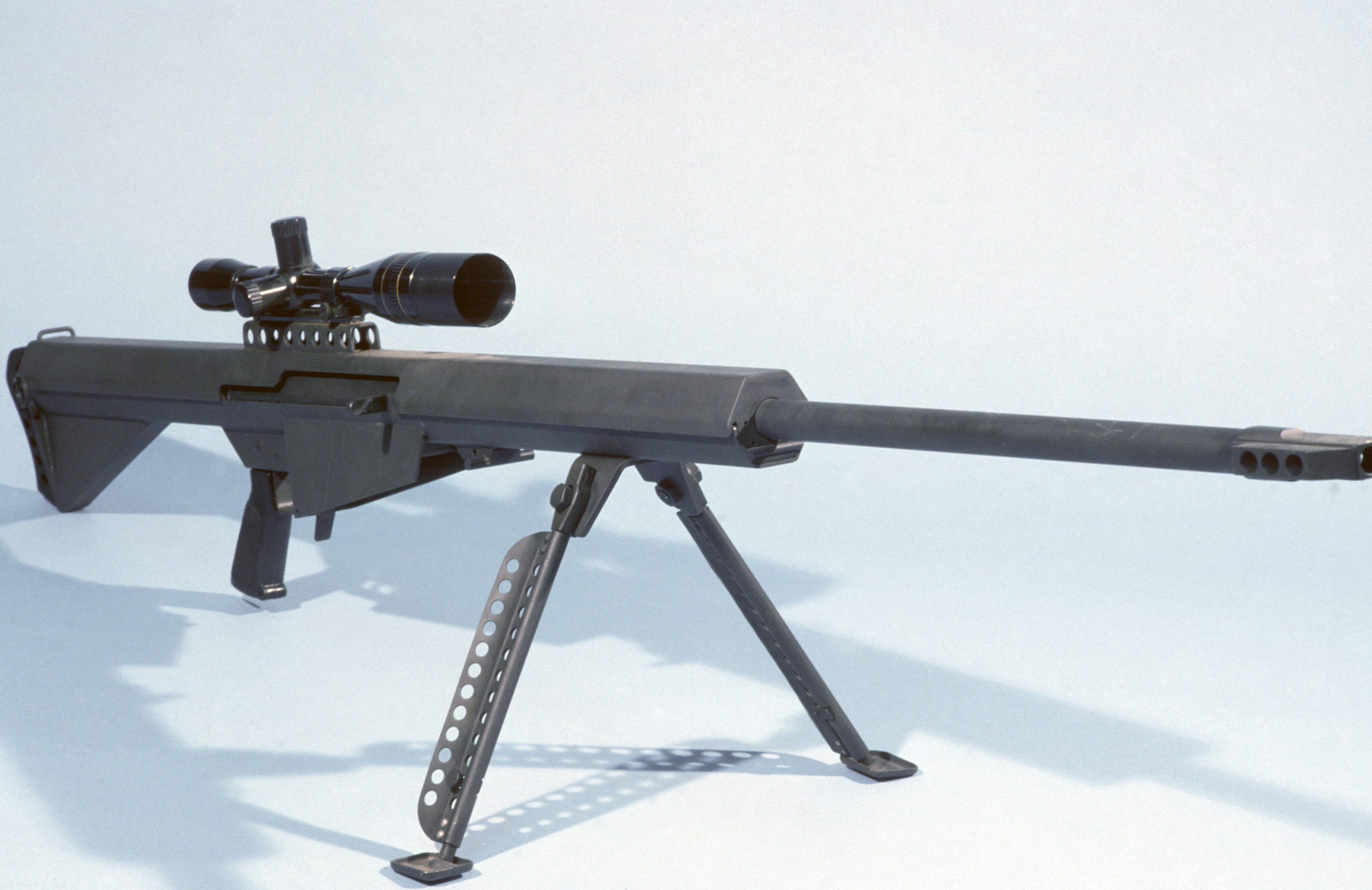
Оригинальный вариант M82

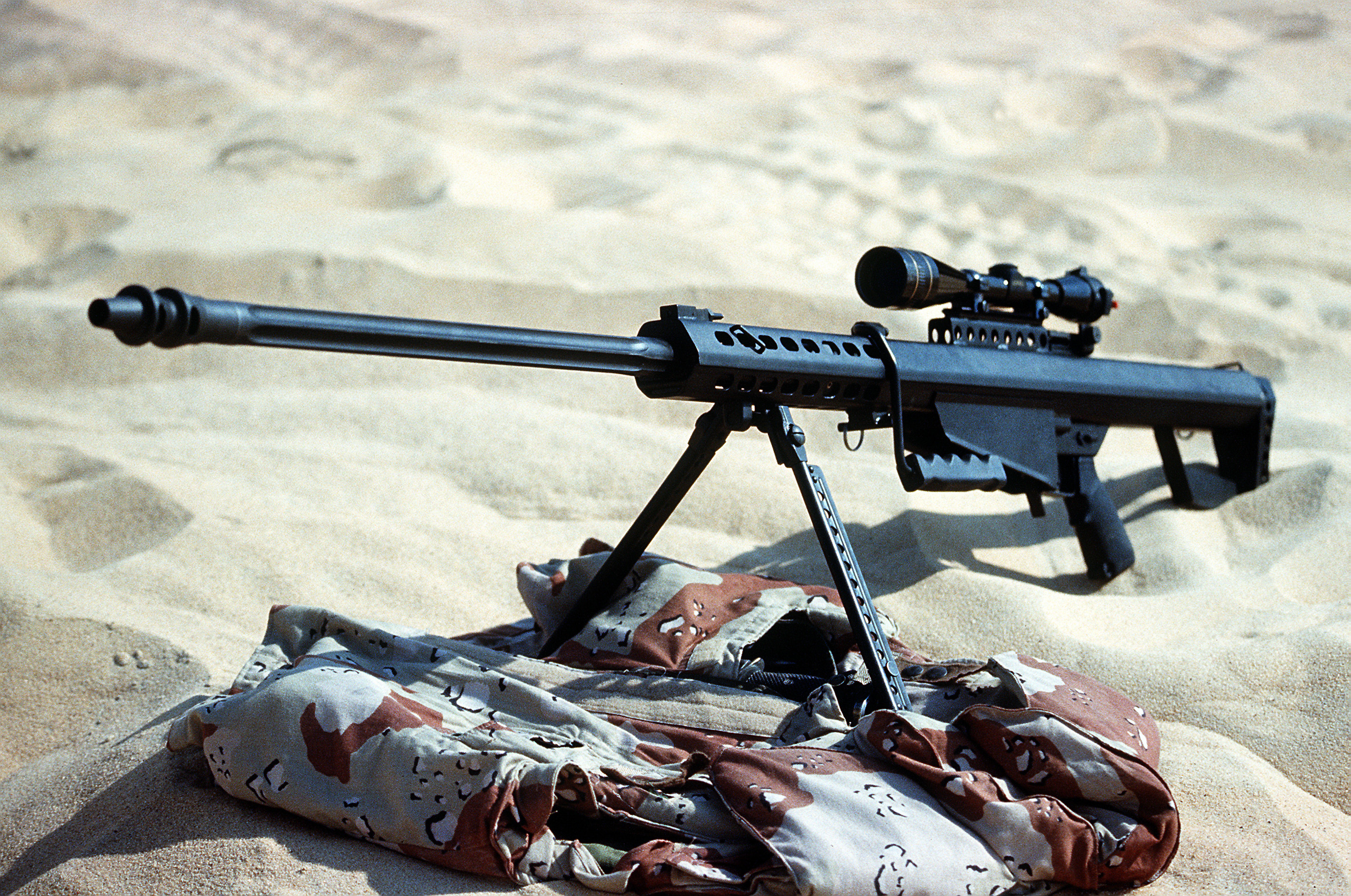
M82A1, использованная 60-м транспортным полком во время операции «Щит пустыни»

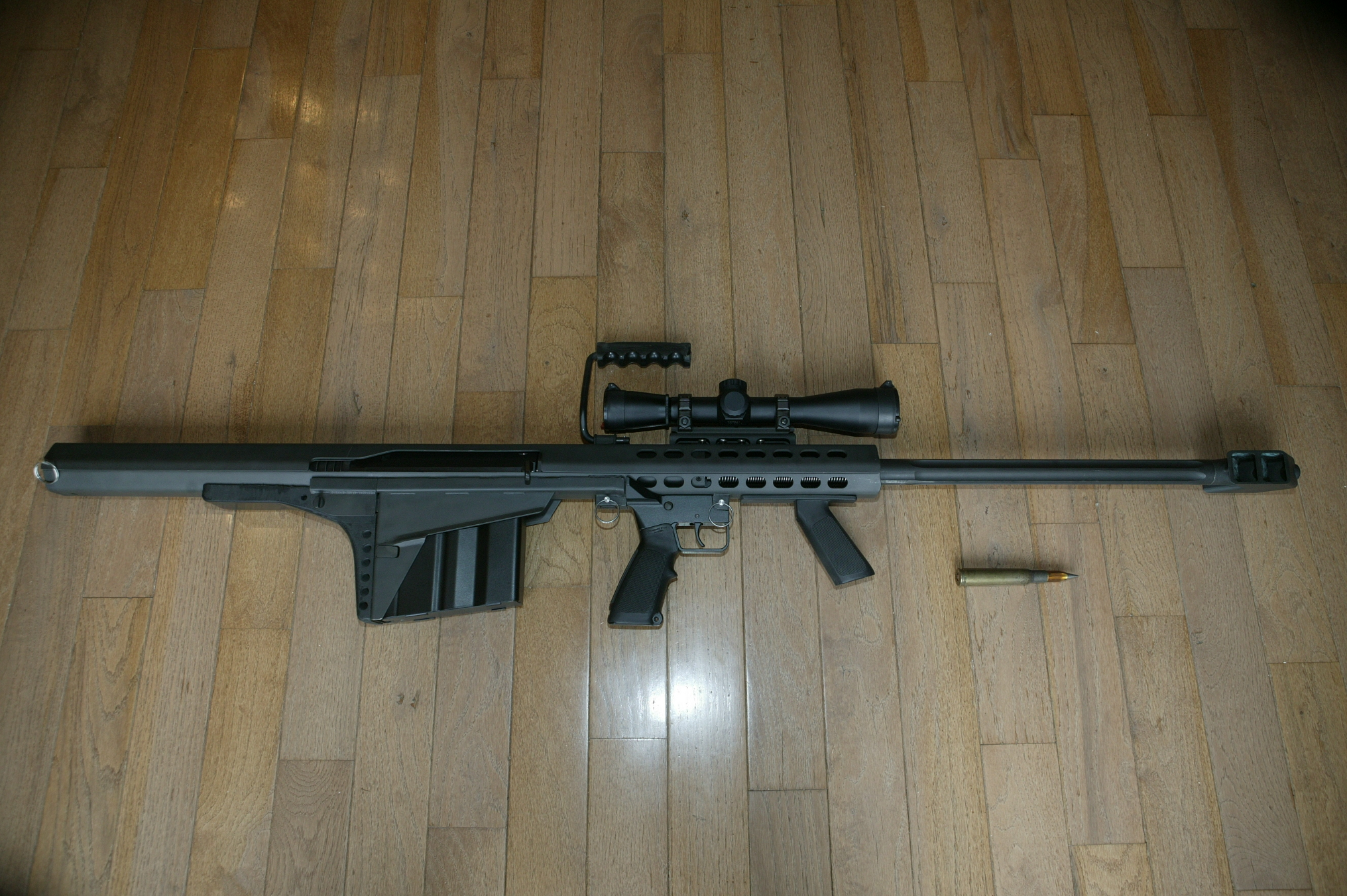
M82A2 с оптическим прицелом Leupold Mark 4

Ронни Барретт, бывший офицер правоохранительных органов, является основателем компании «Barrett Firearms Manufacturing» по производству самозарядных винтовок, разрабатываемых под мощный патрон 12,7 × 99 мм НАТО (он же .50 BMG), ранее использовавшийся в пулемёте Браунинг M2. В начале 1980-х годов Барретт начал разработку первых образцов своего оружия, и в 1982 году появились первые рабочие образцы винтовки M82. Барретт лично занимался разработкой каждой детали оружия. После того как винтовку отказались закупать компании Winchester и FN Herstal, Барретт занялся самостоятельной мелкосерийной сборкой винтовки для продажи на внутреннем рынке США. Его компания была основана в 1986 году, а в том же году появилась модификация M82A1, ставшая наиболее распространённой на рынке оружия. Получившаяся винтовка по очевидным причинам не имела той плотности огня, что был доступен пулемёту Браунинг M2, однако была легче, дешевле и точнее, что играло решающую роль в изменившихся условиях ведения войны. Патент на изобретение Барретт получил в 1987 году.
В 1989 году сухопутные войска Швеции приобрели 100 винтовок М82А1. Более крупный коммерческий успех к Барретту пришёл в 1990 году, когда значительная часть винтовок была закуплена вооружёнными силами США для подготовки к войне в Персидском заливе. Первые 125 винтовок заказал корпус морской пехоты США, а потом последовали заказы от армии и ВВС. С этими винтовками американские войска участвовали в боях в Кувейте и Ираке в рамках операций «Буря в пустыне» и «Щит пустыни». Новое оружие M82A1 получило обозначение у американских военных SASR (англ. Special Applications Scoped Rifle, «винтовка специального назначения с оптическим прицелом»). В 1992 году последовал заказ на 300 винтовок от корпуса морской пехоты и командования специальными операциями.
Основным назначением такой крупнокалиберной винтовки стала борьба с небронированной и легкобронированной техникой (как с танками и автомобилями, так и с самолётами), повреждение антенн радиолокаторов противника, подрыв боеприпасов и мин с безопасного расстояния. Дальность стрельбы в 1800 м с огромной энергией пули и возможность использования бронебойных патронов увеличили ценность винтовки. Хотя поражение живой силы отошло на второй план, пуля сохраняла убойную силу за легкобронированным укрытием.
В 1987 году была выпущена винтовка M82A2, изготовленная по схеме булл-пап. Отдача была снижена, и это позволяло стрелять навскидку. Тем не менее, на рынке оружия она оказалась невостребованной и вскоре была снята с производства. В 2006 году компанией «Barrett» был выпущен преемник этой винтовки под названием XM500, чья конфигурация булл-пап была схожей с M82A2. Вскоре была выпущена новая модификация M82A1M, которую принял на вооружение Корпус морской пехоты США под названием M82A3 SASR и заказывал в больших количествах. Отличие M82A3 от основной M82A1 заключается в наличии планки Пикатинни полной длины, которая позволяет ставить абсолютно любые оптические прицелы, а также в наличии монопода сзади, облегчённого ударно-спускового механизма, съёмных сошек и пламегасителя. Вариант этой винтовки под названием M82A1A Special Application Scoped Rifle был разработан специально под бронебойный патрон Raufoss Mk 211.
Винтовка Barrett M82 была закуплена вооружёнными силами и полицией более чем 30 стран мира, среди которых выделяются Бельгия, Чили, Дания, Финляндия, Франция, Германия, Греция, Индонезия, Италия, Ямайка, Мексика, Нидерланды, Норвегия, Филиппины, Саудовская Аравия, Испания, Швеция, Турция, Великобритания, США и другие. Согласно документальному фильму «The Brooklyn Connection», M82 тайно поставлялась из США в Косово боевикам освободительной армии Косово. Гражданский вариант винтовки продаётся специально для стрелковых соревнований: винтовка способна эффективно поражать цель с расстояния до 910 м.
Вариант винтовки Barrett M107 использует береговая охрана США, а именно Тактический заградительный вертолётный эскадрон и Правоохранительные подразделения Береговой охраны США. Из этих винтовок они обстреливают и выводят из строя двигатели катеров, на которых в США ввозятся наркотики контрабандистами. Также винтовки приняты на вооружение департаментом полиции Нью-Йорка и бюро полиции Питтсбурга. Попадания пули .50 BMG в двигатель транспортного средства достаточно, чтобы вывести его из строя; также пуля достаточно мощна для того, чтобы пробить кирпичную или бетонную стену.
Винтовка M82A1 в 2002 году стала платформой для разработки экспериментальной винтовки OSW с более коротким стволом и возможностью стрельбы осколочными 25-мм снарядами, разработанными для автоматического гранатомёта по программе OCSW под калибр 25 x 59 мм. Винтовка показала невероятную эффективность против любой мишени, но отдача от винтовки была настолько большой, что могла привести к серьёзным травмам даже подготовленного по высшим стандартам бойца. Переработанная винтовка получила обозначение XM109.

## Переход от M82 к M107

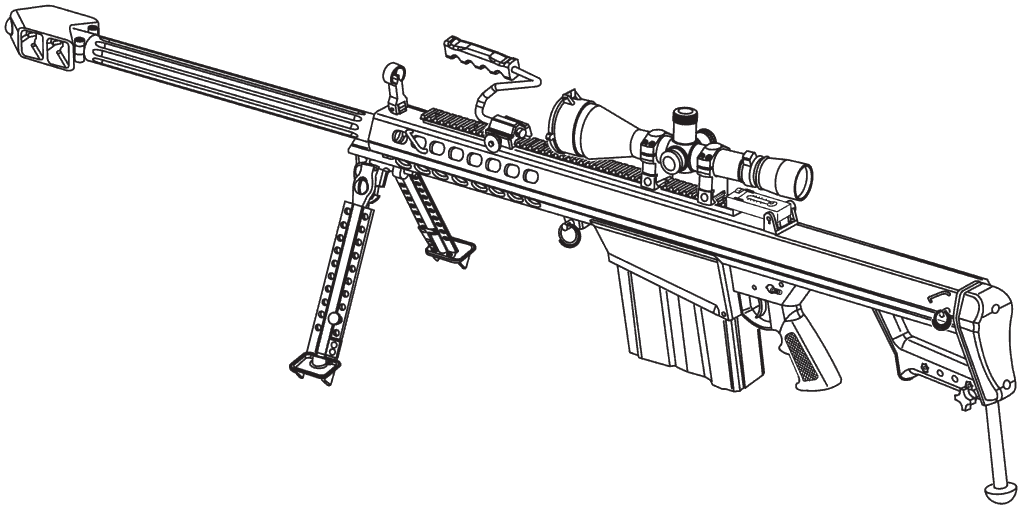
M107, практически идентичная M82A1M/A3

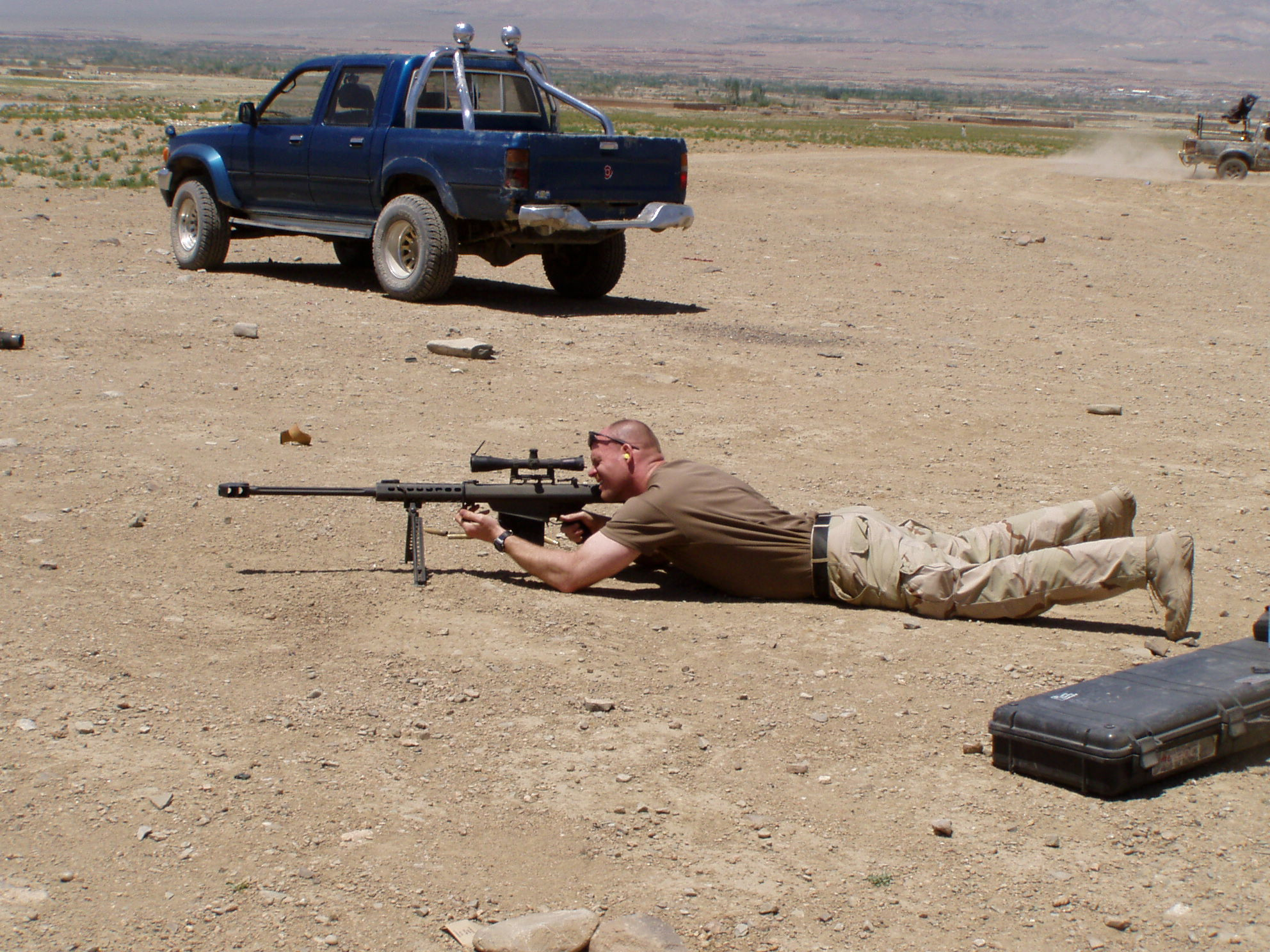
Командир отделения по обезвреживанию боеприпасов ВМС США ведёт огонь из винтовки M82A1 в Афганистане

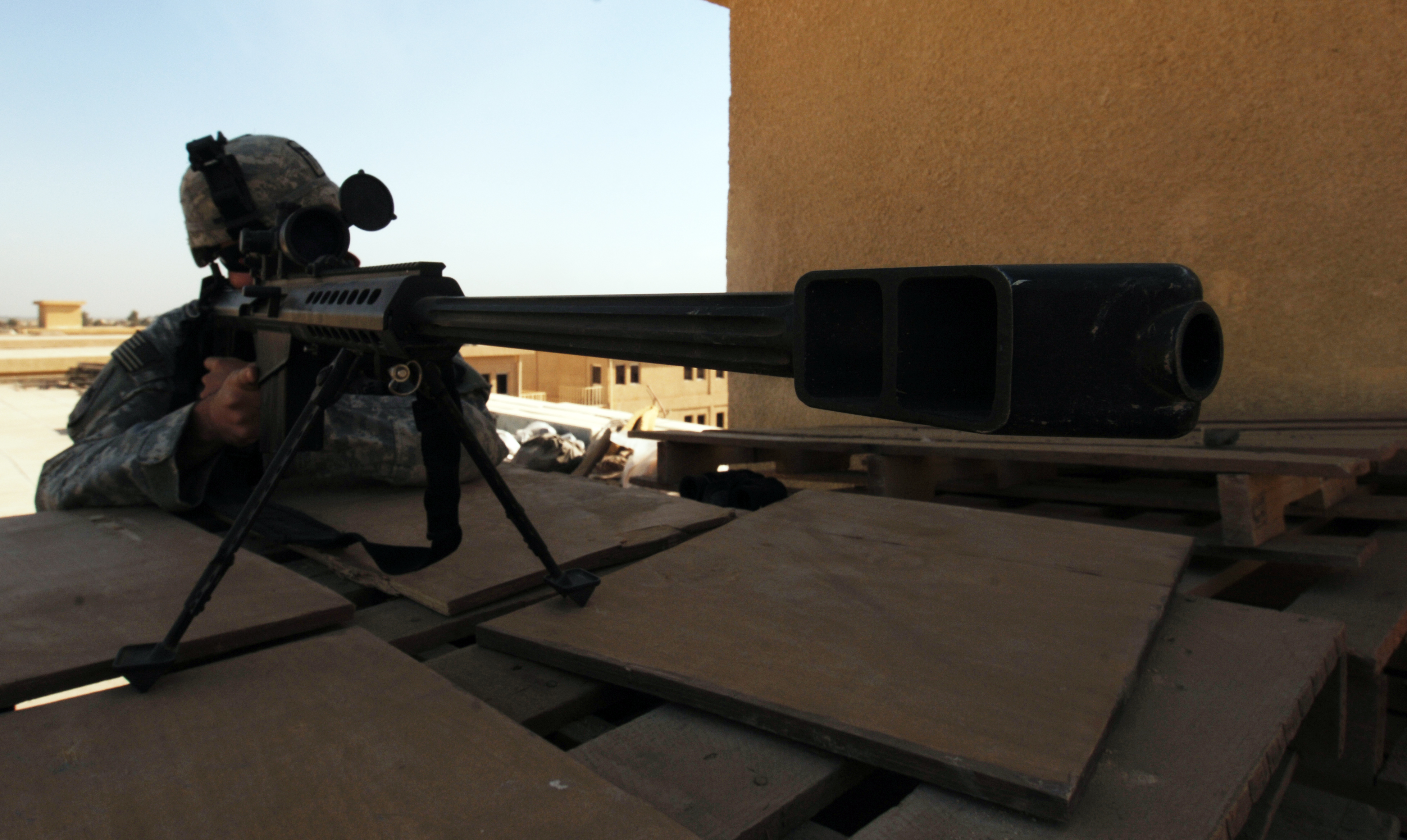
Сержант Армии США со снайперской винтовкой Barret M82A3 обеспечивает безопасность встречи на высоком уровне в Багдаде

Винтовка XM107 изначально была задумана как снайперская винтовка с поворотным затвором, а Армия США изначально выбрала винтовку Barrett M95 по итогам испытаний. Однако вскоре по итогам испытаний выяснилось, что требованиям американской армии подобное оружие не соответствует. Именно тогда Армия США сделала окончательный выбор в пользу Barrett M82. Летом 2002 года по итогам испытаний новую доработанную винтовку M82 приняли на вооружение под названием Long Range Sniper Rifle, Caliber .50, M107 (с англ. — «Дальнобойная снайперская винтовка 50-го калибра модели 107»). Эта винтовка использовала оптический прицел Leupold 4.5—14x50 Mark 4.
Самозарядная снайперская винтовка M107 разработана для стрельбы патронами 50-го калибра и пригодна для стрельбы с плеча. Как и у её предшественниц, в зависимости от размера ствола менялась сила отдачи: с каждым выстрелом ствол совершал короткий ход к приёмнику магазина. Дополнительно отдачу снижали масса оружия и дульный тормоз. Для создания M107 в конструкцию оригинальной M82A1 были внесены изменения: удлинённая планка Пикатинни, задняя рукоятка и монопод сзади. К компании «Barrett» уже обращались с просьбой создать облегчённую версию M107 по программе «Anti-Materiel Sniper Rifle Congressional Program», и была предложена схема винтовки со ствольной коробкой и дульным тормозом из облегчённых материалов. M107 также называется «Лёгкой пятидесяткой» по типу используемых патронов. Это обозначение прижилось ко всей линии винтовок Barrett, а в 2005 году винтовка M107 вошла в десятку лучших изобретений Армии США за минувший год.

### Barrett M107CQ
Дальнейшее коммерческое развитие M107 получила в виде варианта M107CQ, который использовал те же патроны 50-го калибра. Масса была снижена на 5 фунтов, а ствол укорочен на 9 дюймов. Из винтовки, согласно заявлениям производителя, можно было вести огонь из вертолёта, использовать её для прикрытия с моря сухопутных войск, для стрельбы из разведывательных бронемашин, применять в условиях городских боёв не только как стрелковое оружие, но и как оружие для рукопашного боя.

### Barrett M107A1
В октябре 2010 года Barrett неофициально намекнул на прекращение производства стандартных винтовок M107, а в январе 2011 года объявил о выходе новой винтовки M107A1. В качестве улучшений было представлено очередное снижение массы на 5 фунтов, дульный тормоз цилиндрической формы из титана, титановый ствол с уменьшенной отдачей и возможностью установки глушителя, а также другими функциональными модификациями, повышавшими надёжность и эффективность винтовки.

## Описание
M82 — самозарядная винтовка с коротким ходом ствола. При выстреле ствол отодвигается на небольшую дистанцию (примерно 2,5 см), при этом запирается поворотным затвором на три боевых упора. После короткого хода затвор поворачивается и высвобождает ствол, который двигается обратно, переводя часть энергии отдачи ствола затвору, чтобы обеспечить соответствующий поворот. Ствол останавливается, а затвор отодвигается назад, чтобы выбросить гильзу. После выбрасывания гильзы из магазина вверх в патронник движется патрон, который запирается в стволе. Питание осуществляется от большого коробчатого магазина на 10 патронов, хотя во время операции «Буря в пустыне» встречались и 12-патронные магазины. Ствольная коробка состоит из двух частей, изготавливается методом штамповки из тонкой листовой стали, а части соединяются штифтами. Ствол холоднокованный, оснащён дульным тормозом двухкамерной конструкции, поглощающим до 30 % отдачи. Отверстия для охлаждения и продольные рёбра снижают заодно массу и отдачу. На старых моделях дульный тормоз имел крестообразную форму, позднее тормоз получил двухкамерную конструкцию и прямоугольную форму.
Винтовки M82A1 могут использоваться как со стандартными механическими кольцевыми и телескопическими, так и со съёмными оптическими прицелами: американские военные предпочитают использовать Leupold Mark 4. На винтовках M82A1M есть планки Пикатинни и встроенные телескопические прицелы производства US Optics. Каждая винтовка оснащена ручкой для переноски, резиновым затыльником и двуногой сошкой наподобие пулемёта M60 (съёмной у M82A3). Приклад снабжён резиновым затыльником. Есть крепление для установки на станки-треноги М3 или М122, а также возможна установка на джипы или БТР со специальной амортизирующей люлькой Barrett. Ремень для переноски может быть также установлен, но бойцы предпочитают его не использовать, чтобы не терять время в бою. Чехол для винтовки специальный либо мягкий, либо жёсткий. M82A2 отличается от M82A1 в конфигурации, а именно в пистолетной рукоятке перед магазином и затыльником за ствольной коробкой, за магазином. Дополнительная передняя рукоятка была прикреплена к ствольной коробке, а прицел чуть сдвинут вперёд.
Максимальная эффективная дальность стрельбы из M107 составляет 1830 м. Максимальная теоретическая дальность стрельбы из M107 составляет 4000 м, согласно данным руководства. Пули 50-го калибра и больше обладают достаточной энергией и не теряют эффективность на большом расстоянии, поэтому винтовку теоретически можно использовать и как ручное артиллерийское орудие (однако применить это на практике вряд ли предоставится возможным; самое дальнее зарегистрированное попадание по живой мишени в истории составляет 3,800 метров). Точность стрельбы из M82 составляет порядка 1,5-2 МОА (угловых минут) при стрельбе патронами матч-класса, что является худшим результатом, чем у большинства снайперских винтовок под меньший калибр.

## Страны-эксплуатанты

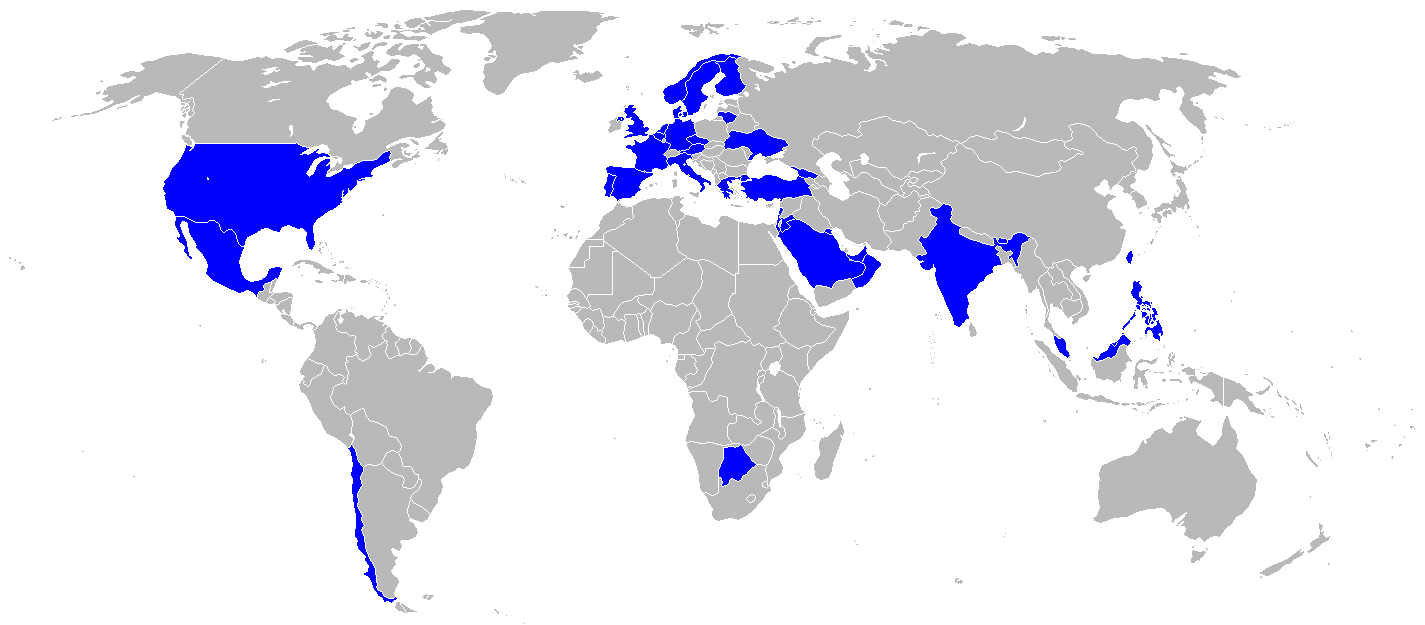
География распространения M82/M107

- Австралия: на вооружении командования специальных операций[англ.][6]
- Австрия: на вооружении сухопутных войск, а также Jagdkommando[англ.][7]
- Аргентина: на вооружении сухопутных войск, моряков ВМС и морской пехоты
- Армения[8]
- Азербайджан
- Бангладеш: на вооружении батальона «Чёрный орёл»
- Бахрейн[9]
- Бельгия[9]
- Ботсвана[9]
- Бразилия[9]
- Бутан[9]
- Великобритания[9]
- Германия: модификация M107 на вооружении бундесвера под названием G82, модификация M107A1 под названием G82A1[10]
- Греция[9]
- Грузия: на вооружении ВС Грузии и бригады спецназа[англ.][11][12]
- Дания[9]
- Доминиканская Республика
- Египет: на вооружении спецназа
- Индия: на вооружении 1-го подразделения полиции Мумбаи[англ.][13]
- Индонезия: модификация M82A1 на вооружении подразделения спецназа Копассус[англ.][14]
- Израиль: на вооружении военных инженеров Израиля[англ.][15]
- Иордания[9][16]
- Ирак: на вооружении спецназа
- Испания[9]
- Италия[9]
- Канада: на вооружении региональной полиции района Пил[англ.]
- Катар[9]
- Кувейт[9]
- Ливан: на вооружении полка коммандос Ливана[англ.] и сил внутренней безопасности Ливана[англ.][17]
- Литва: на вооружении ВС Литвы[18]
- Маврикий: на вооружении ВС Маврикия
- Малайзия: на вооружении сил специальных операций[англ.][19]
- Мексика[9]
- Нидерланды[9]
- Новая Зеландия — в 2019 году 40 винтовок M107A1 закуплены и переданы в войска[20]
- Норвегия[9]
- ОАЭ[9]
- Оман[9]
- Пакистан: на вооружении группы специального назначения
- Польша: на вооружении специальных войск
- Португалия[9]
- Румыния: на вооружении спецназа ВС Румынии
- Сальвадор[9]
- Саудовская Аравия[9]
- Сербия: на вооружении спецназа[21][22][23]
- Сингапур[9]
- США: на вооружении сухопутных войск, ВМС, ВВС и КМП[9]
- Таиланд: на вооружении подводного штурмового отряда подрывников[англ.]
- Китайская Республика[24]
- Тунис: на вооружении спецназа Национальной гвардии и Группы сил специального назначения
- Турция[9]
- Украина: на вооружении ВС Украины[25]
- Филиппины: на вооружении ВС Филиппин и национальной полиции[9]
- Финляндия[9]
- Франция: на вооружении GIGN, заменена PGM Hecate II[9]
- Чехия[9][26]
- Чили[9]
- Швеция: на вооружении под названием Ag 90 C[9]
- Республика Корея - в июле 2014 года было объявлено о наличии у армейских спецподразделений винтовок М82А1[27]
- Япония: на вооружении группы сил специального назначения Японии[28]

## Варианты
- M82: первоначальный вариант под патрон 12,7 x 99 мм.
- M82A1: модернизированный вариант с улучшенным дульным тормозом.
- M82A1A: вариант M82A1 под патроны 50-го калибра типа Mk 211 Mod 0[29].
- M82A1M: модернизированный вариант M82A1 (он же M107) с планкой Пикатинни, съёмной рукояткой для переноски и дополнительной складной сошки.
- M82A2: модификация с компоновкой булл-пап.
- M82A3: модификация с удлинённой планкой Пикатинни и отсутствующей дополнительной сошки и рукояти для переноски. Распространялась шире, чем M82A1M/M107.
- XM107: модификация наподобие Barrett M95 с удлинённой планкой Пикатинни, рукоятью и задней сошкой.
- M107A1: продвинутый вариант M107/M82 со сниженным на 4 фунта весом, съёмной сошкой, улучшенным прикладом, щекой и новым дульным тормозом с поддержкой глушителя .50 Cal QDL или пламегасителя.
  - M107CQ: вариант с укороченным до 508 мм стволом.
- OSW (Objective Sniper Weapon, Barrett XM109): экспериментальный самозарядный гранатомёт, созданный на основе снайперской винтовки M107 (благодаря модульности конструкции возможна переделка из винтовки в гранатомёт и обратно). Использует для стрельбы гранаты 25×59 мм.

## В культуре

### В фильмах
- Хищник 2 (1990)
- Морпехи (2005)
- Козырные тузы (2007)
- Стрелок (2007)
- Рэмбо IV (2008)
- Повелитель бури (2008)
- Поколение убийц (2008)
- Расплата (2016)
- Робокоп (1987) В фильме играет роль штурмовой пушки "Кобра".

### В играх
- Ring of Elysium
- IGI - 2
- Call of Duty 4: Modern Warfare
- Call of Duty: Modern Warfare 2
- Call of Duty: Modern Warfare 3
- Call of Duty: Mobile (под названием Rytec AMR)
- Warface
- ArmA 2: Operation Arrowhead
- Gun Mayhem
- Battlefield: Bad Company 2
- Battlefield 4
- Point Blank
- Cross Fire (M82A1 является винтовкой с продольно-скользящим затвором)
- Phantom Forces (платформа Roblox)
- Phantomers
- Combat Arms
- GTA V (под названием Heavy Sniper)
- Delta Force (серия игр)
- Infestation: Survivor Stories
- SCUM
- Sniper Arena
- Unturned
- Survarium
- Operation Flashpoint: Dragon Rising
- Operation Flashpoint: Red River
- Black Squad
- Metal Gear Solid 4: Guns Of The Patriots (в варианте М82А2)
- Battlefield 3
- Fortnite (под названием Heavy Sniper или Тяжелая снайперская винтовка)
- Call of Duty: Warzone
- Tom Clancy’s Ghost Recon Breakpoint
- Serious Sam 4
- The Fall: Last Days of Gaia (в варианте E82A2 булл-пап)
- They are coming:zombie shooter&defense (под названием M107)

## Галерея

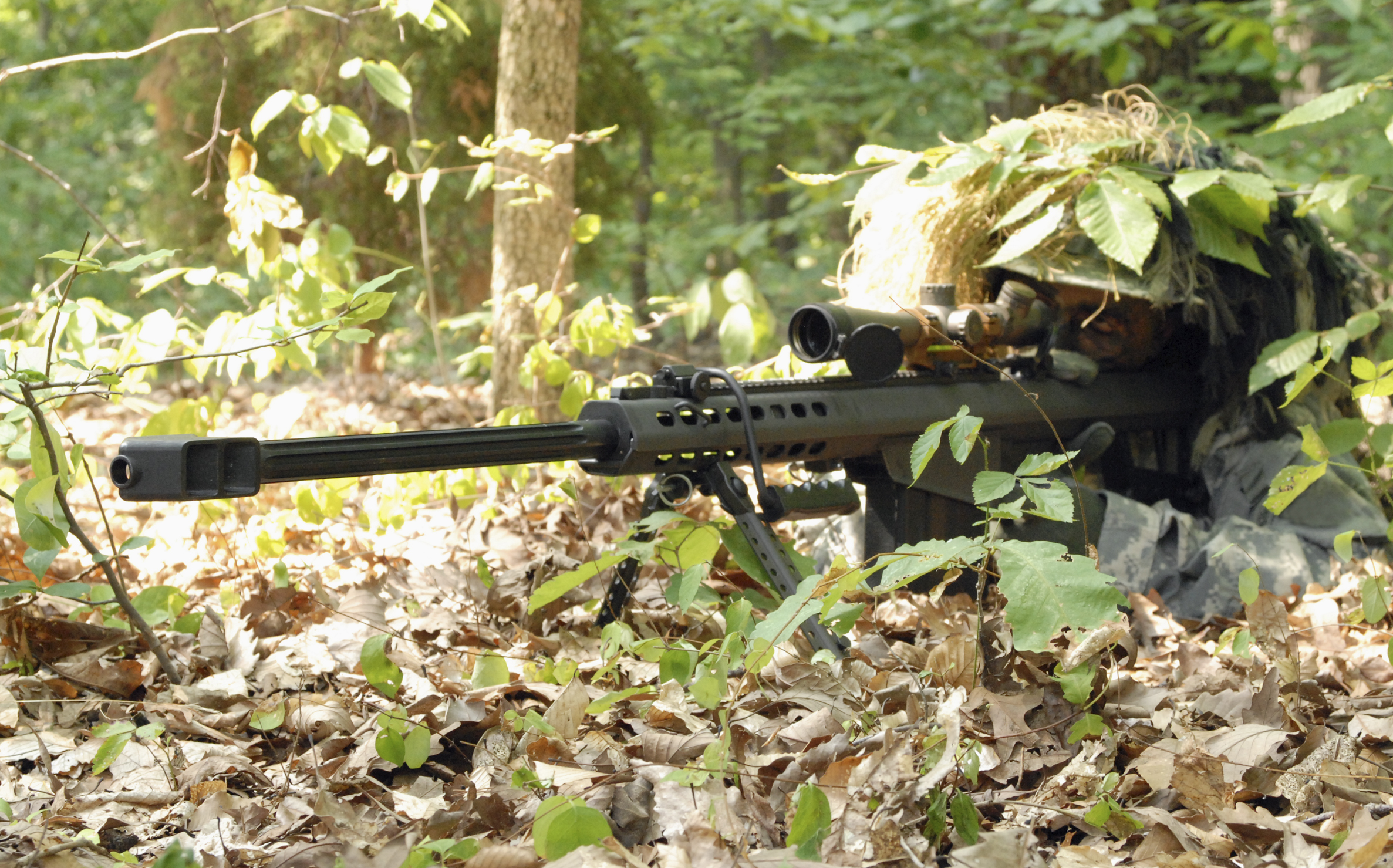
Снайпер Армии США с винтовкой M107
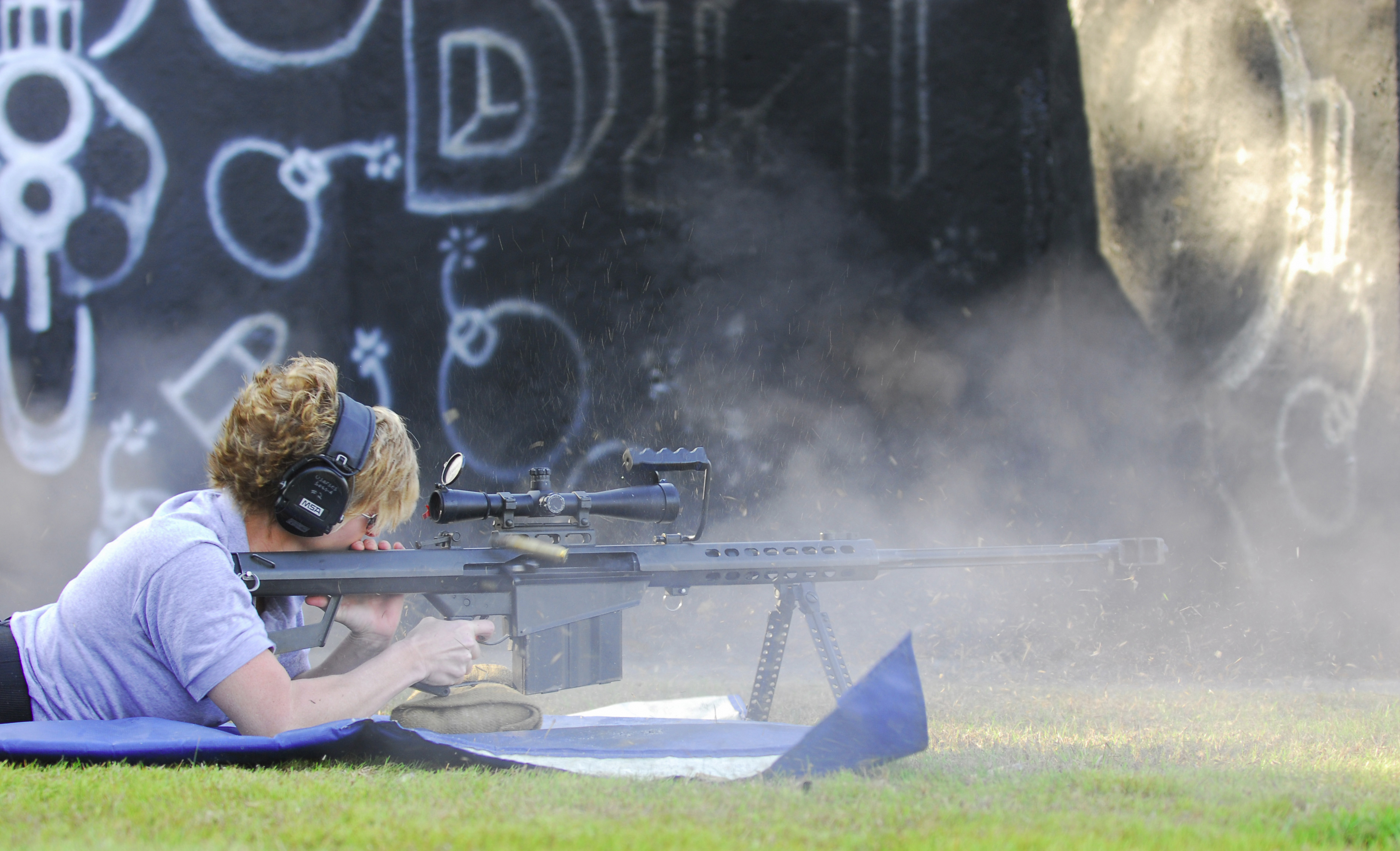
Мастер-сержант Армии США Таня Брид ведёт показательную стрельбу из M82A1 на учениях в Хёрлбёрт-Филд, Флорида
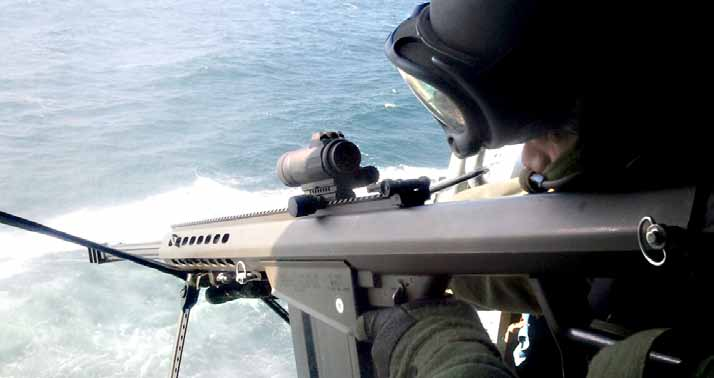
Стрелок Береговой охраны США с винтовкой M107 в вертолёте
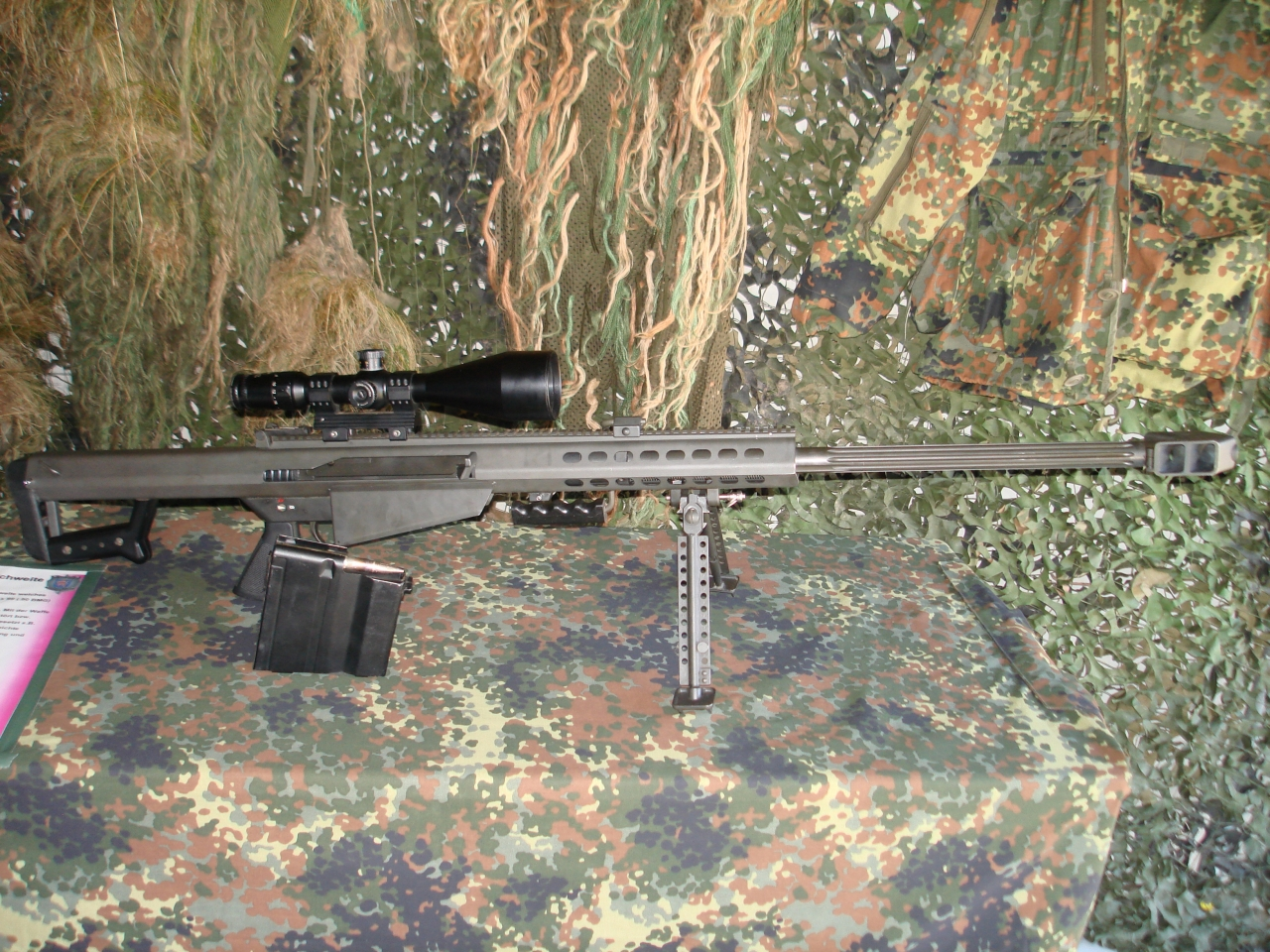
Винтовка M107 бундесвера (под наименованием G82) с прицелом Zeiss 6–24×72
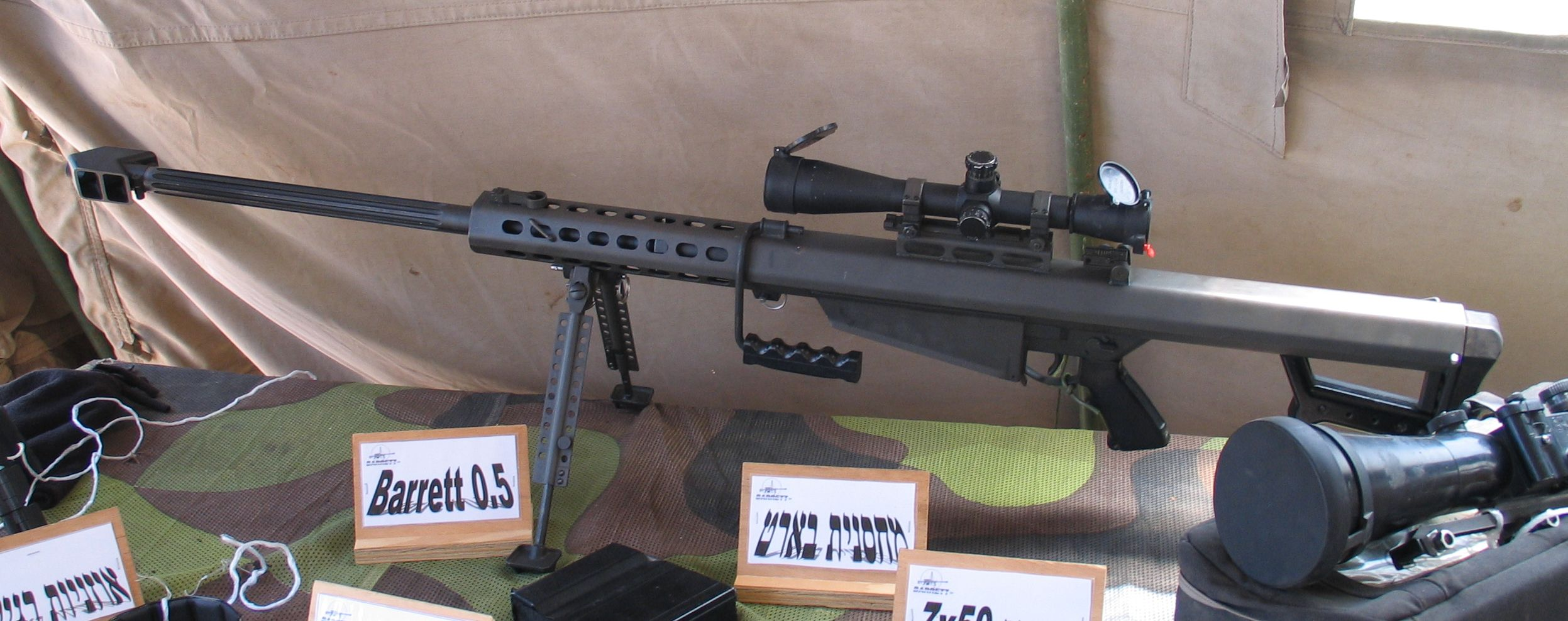
Винтовка M82A1 Армии обороны Израиля
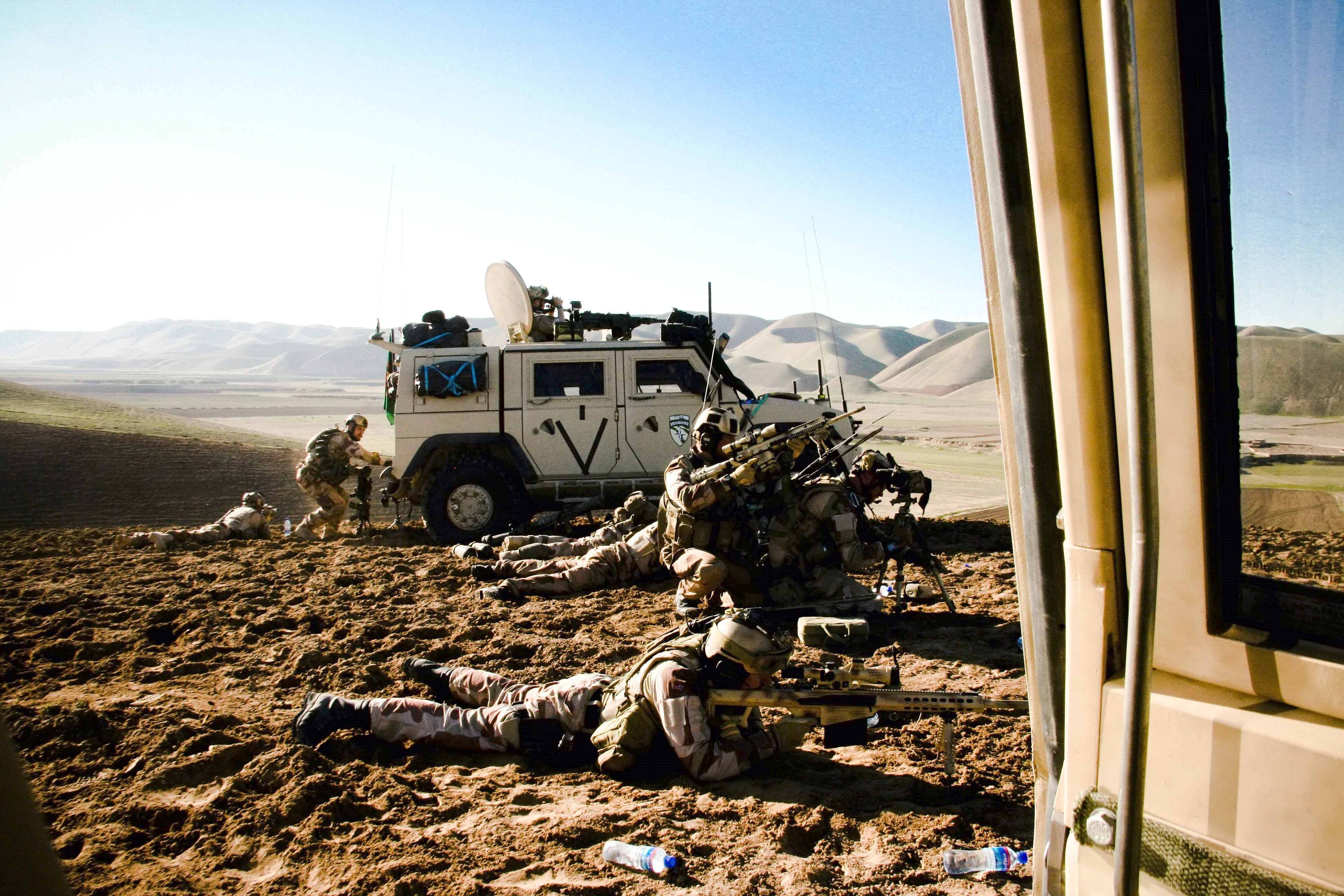
Норвежские солдаты с M82 во время перестрелки в Афганистане

### На английском
- Стрельба из M82A1 на YouTube
- Страница M82A1 на сайте компании Barrett Firearms  (англ.)
- Руководство пользователя M82A1  (англ.)
- PEO Soldier M107 fact sheet  (англ.)
- M107 .50 Caliber Long Range Sniper Rifle (LRSR)  (англ.)
- M107A1 Sales Sheet  (англ.)
- M82 .50 Caliber Special Application Scoped Rifle (SASR)  (англ.)
- Hands-on Review: BARRETT M-82A1 (XM107)  (англ.)

### На русском
- Описание М82 на сайте weapon.at.ua  (рус.)
- Винтовка Barrett "Light Fifty" M82A1 M82A2 M82A3 (США)  (рус.)
- Современные снайперские винтовки  (рус.)